# Gerda Weneskoski
Gerda Maria Weneskoski, född 16 mars 1892 i Uleåborg, död 4 oktober 1984, var en finländsk pianist. Hon ingick 1917 äktenskap med kapellmästare Ilmari Weneskoski.
Weneskoski, som var dotter till sjökapten Georg Carl Alexander Braxén och Wenny Maria Krank, blev student 1910, studerade vid Helsingfors musikinstitut 1910–1915 och var elev till Sigrid Schnéevoigt. Hon undervisade i pianospel i Uleåborg 1915–1917, i Tammerfors 1917–1924 och vid Helsingfors folkkonservatorium från 1925. Hon var kammarmusikpianist och ackompanjatör vid Finlands Rundradio från 1928. Hon deltog i Suomen Laulus konserter i hemlandet och Londonfärden 1913. Hon företog konsertresor tillsammans med sin man samt bland andra Hanna Granfelt, Aino Ackté, Annikki Uimonen och József Szigeti. Hon tilldelades Pro Finlandia-medaljen 1956.